# Sun Jiameng
Sun Jiameng (chino simplificado: 孙家孟) (Tianjin, 1934-4 de abril de 2013) fue un hispanista, cervantista y traductor chino.
Es catedrático de Lengua y Literatura españolas de la Universidad de Nankín. Forma parte de la Junta directiva de la Asociación Asiática de Hispanistas y es vicepresidente de la Sociedad china para la enseñanza e investigación de las lenguas española y portuguesa, así como miembro de la Asociación de escritores de China. Ha escrito sobre lingüística comparada y literatura, y ha traducido reconocidas novelas españolas e hispanoamericanas. Entre sus obras figuran Hanyu. Chino para hispanohablantes, vols. I, II y III. Se le debe una traducción directa del Quijote al mandarín clásico (2001)
- Datos: Q2919677